# Ana Paula Rodrigues
Ana Paula Rodrigues-Belo (n. Rodrigues, 18 octombrie 1987, în São Luís) este o handbalistă braziliană care joacă pentru clubul românesc SCM Craiova și echipa națională a Braziliei pe postul de coordonator de joc.

## Biografie
La Campionatul Mondial din 2013, Ana Paula Rodrigues a fost a noua marcatoare, cu 39 de goluri înscrise.
Pe 26 februarie 2014, în timp ce se afla sub contract cu clubul austriac Hypo Niederösterreich, presa a anunțat că, începând din vara anului 2014, Ana Paula Rodrigues va juca pentru echipa CSM București, care evoluează în Liga Națională.
Pe 22 decembrie 2015, HC Odense a făcut cunoscut că a transferat-o pe handbalistă, care ar fi trebuit să evolueze pentru clubul danez începând din sezonul 2016-2017. Ulterior, HC Odense a ajuns la o înțelegere cu Rostov-Don pentru cedarea handbalistei.
În 2016 ea a fost numită cetățean de onoare al municipiului București.

## Palmares
- Liga Națională a Austriei:
  - Câștigătoare: 2012, 2013

- Cupa Austriei:
  -  Câștigătoare: 2012, 2013

- Liga Națională:
  - Câștigătoare: 2015, 2016

- Cupa României:
  -  Câștigătoare: 2016
  - Finalistă: 2015

- Liga Campionilor EHF
  -  Câștigătoare: 2016

- Cupa Cupelor EHF
  -  Câștigătoare: 2013

- Cupa EHF
  - Finalistă: 2010

- Jocurile Panamericane:
  - Câștigătoare: 2011

- Campionatul Mondial:
  -  Câștigătoare: 2013

- Campionatul Panamerican:
  - Câștigătoare: 2011, 2013

- Campionatul Sud-American:
  - Câștigătoare: 2013

- Cupa Provident:
  -  Câștigătoare: 2013